# Гаррісон (Айова)
Гаррісон (англ. Garrison) — місто (англ. city) в США, в окрузі Бентон штату Айова. Населення — 344 особи (2020).

## Географія
Гаррісон розташований за координатами 42°8′38″ пн. ш. 92°8′35″ зх. д. / 42.14389° пн. ш. 92.14306° зх. д. (42.144013, -92.143160).  За даними Бюро перепису населення США в 2010 році місто мало площу 0,64 км², уся площа — суходіл.

## Демографія
Згідно з переписом 2010 року, у місті мешкала 371 особа в 145 домогосподарствах у складі 99 родин. Густота населення становила 581 особа/км².  Було 166 помешкань (260/км²).
Расовий склад населення:
| - 96,2 % — білих - 1,1 % — чорних або афроамериканців |

До двох чи більше рас належало 2,4 %. Частка іспаномовних становила 1,6 % від усіх жителів.
За віковим діапазоном населення розподілялося таким чином: 24,5 % — особи молодші 18 років, 62,0 % — особи у віці 18—64 років, 13,5 % — особи у віці 65 років та старші. Медіана віку мешканця становила 40,3 року. На 100 осіб жіночої статі у місті припадало 90,3 чоловіків;  на 100 жінок у віці від 18 років та старших — 97,2 чоловіків також старших 18 років.
Середній дохід на одне домашнє господарство  становив 56 566 доларів США (медіана — 50 625), а середній дохід на одну сім'ю — 56 899 доларів (медіана — 47 143). Медіана доходів становила 41 607 доларів для чоловіків та 26 750 доларів для жінок. За межею бідності перебувало 6,0 % осіб, у тому числі 2,1 % дітей у віці до 18 років та 3,2 % осіб у віці 65 років та старших.
Цивільне працевлаштоване населення становило 191 осіб. Основні галузі зайнятості: виробництво — 30,4 %, освіта, охорона здоров'я та соціальна допомога — 17,3 %, роздрібна торгівля — 10,5 %, будівництво — 8,9 %.